# امداد و نجات رزمی

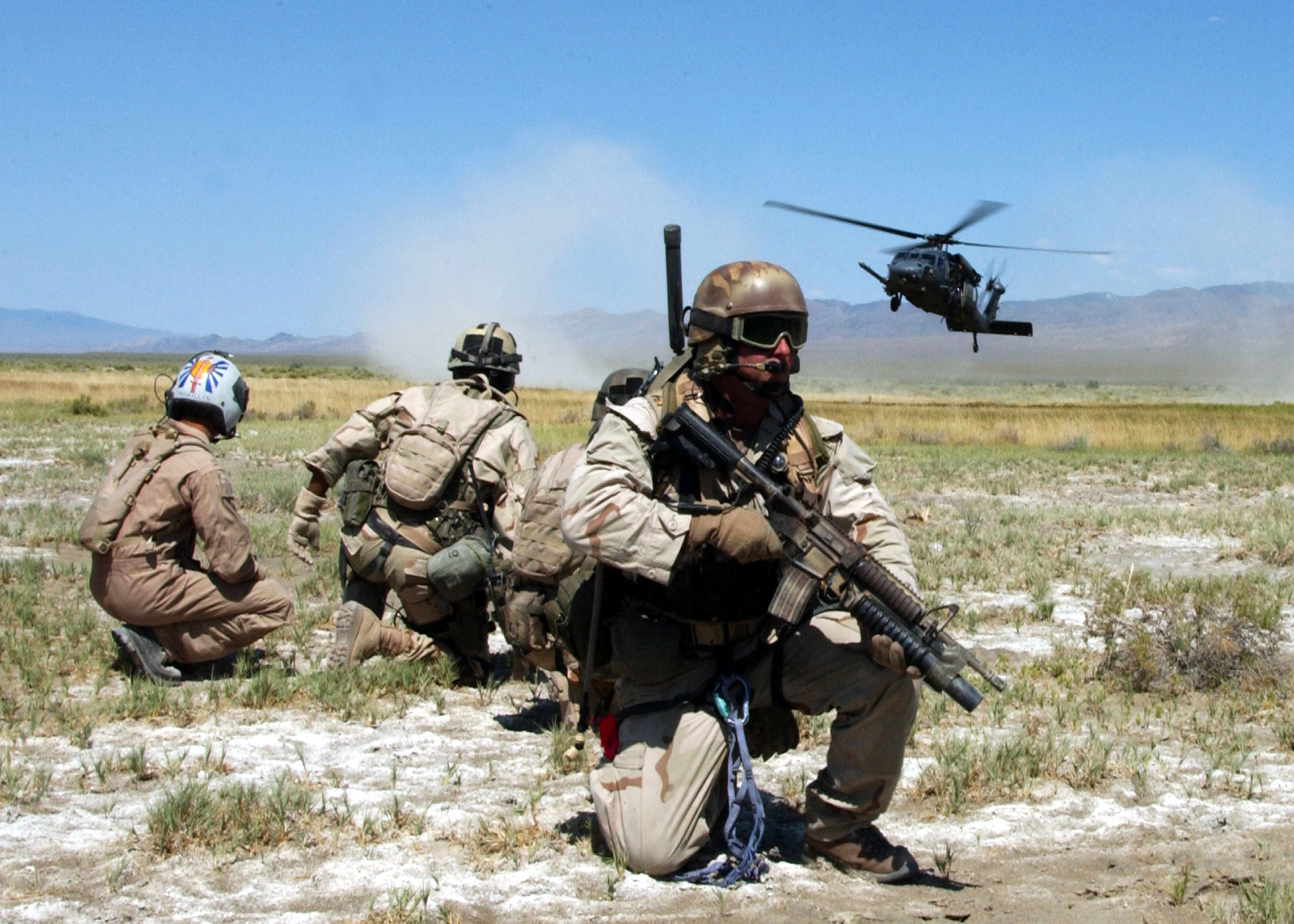
یک بالگرد سیکورسکی اچ‌اچ-۶۰ پیو هاوک در جریان یک تمرین آموزشی امداد و نجات رزمی

امداد و نجات رزمی (انگلیسی: Combat search and rescue) یا جستجو و نجات رزمی به عملیات امداد و نجاتی گفته می‌شود که در طول جنگ در داخل یا نزدیکی مناطق جنگی انجام می‌شود.
یک مأموریت امداد و نجات رزمی ممکن است توسط یک گروه ویژه متشکل از هلیکوپترها، هواگردهای تهاجمی زمینی، تانکرهای سوخت‌رسان و یک پست فرماندهی هوابرد انجام شود. هواپیماهای لاکهید اچ‌سی-۱۳۰ نیروی هوایی ایالات متحده که در سال ۱۹۶۵ معرفی شد، در دو نقش اخیر خدمت کرده است.
جنگ جهانی اول زمینه‌ساز توسعه دکترین اولیه امداد و نجات رزمی، به ویژه در صحنه‌های جنگ سیال‌تر در بالکان و خاورمیانه بود.
در مراحل اولیه جنگ جهانی اول، بخش خودروهای زرهی نیروی هوایی سلطنتی با خودروهای گشت مسلح و زرهی تشکیل شد تا خدمه هوایی را که مجبور به فرود شده بودند، پیدا و سوار کند.
در سال ۱۹۱۵، در طول جنگ جهانی اول، فرمانده اسکادران ریچارد بل-دیویس از سرویس هوایی نیروی دریایی بریتانیا، اولین عملیات جستجو و نجات رزمی با هواپیما را در تاریخ انجام داد. او از هواپیمای تک‌سرنشین خود برای نجات خلبان همراهش که در بلغارستان سرنگون شده بود، استفاده کرد. 
در طول نبرد بین‌النهرین نیروهای بریتانیا و سایر کشورهای مشترک‌المنافع شروع به استفاده از تاکتیک‌های مشابه در مقیاس بزرگتر کردند. خلبانان سرنگون شده در قلمرو بادیه‌نشین‌های متخاصم اغلب توسط گروه‌های جستجو در هوا پیدا شده و نجات داده می‌شدند.